# Københavnska stolnica
Københavnska stolnica ali Cerkev Naše Gospe Vor Frue Kirke je stolnica v Københavnu. Stoji na javnem trgu Frue Plads v središču Københavna, poleg zgodovinske glavne stavbe Univerze v Københavnu.
Današnjo različico cerkve je zasnoval arhitekt Christian Frederik Hansen (1756–1845) v neoklasicističnem slogu in je bila dokončana leta 1829.

## Zgodovina
Gradnja prvotne kolegijske cerkve sv. Marije (den hellige Marias kirke) se je začela najpozneje leta 1187 pod nadškofom Absalonom (ok. 1128–1201). Cerkev je bila na najvišji točki v bližini novega mesta Havn, kasnejšega Københavna. Absalon je bil škof v mestu Roskilde (Zelandija), glavnem mestu Danske v tistem obdobju, in je večino svojega življenja preživel v varovanju Danske pred tujimi napadi. Zgradil je številne cerkve in samostane, hkrati pa ustanovil København kot dansko baltsko pristaniško mesto. Leta 1178 imenovan za lundskega nadškofa, je Absalon sprejel le pod grožnjo izobčenja. Gradnja sv. Marije se je občasno nadaljevala do leta 1209, ko jo je posvetil Absalonov naslednik, škof Peder Sunesen (okoli 1161–1214) na marčevsko nedeljo Marijinega oznanjenja, ki je postala tradicionalni cerkveni praznik. Cerkev je bila zgrajena v romanskem slogu s segmentnimi loki znotraj in zunaj.
Leta 1314 je požar tako popolnoma uničil apnenčasto cerkev, da so jo ponovno zgradili iz takrat priljubljenega novega gradbenega materiala, prevelike rdeče opeke. Slog gradnje je bil gotski, z značilnimi šilastimi loki. Prezidava preproste cerkve z dolgo ladjo in korom se je nadaljevala do leta 1388. Zaradi pomanjkanja denarja je bil veliki stolp zgrajen šele v času vladavine kralja Kristijana II. Bil je tako visok, kot je bila dolga cerkev, in glede na umetnine tistega časa, nesorazmeren z velikostjo cerkve.
Že zgodaj je bila ustanovljena šola. Leta 1479 so deli cerkvene šole prejeli listino in postali Univerza v Københavnu. Profesorje so pripeljali iz nemškega Kölna. Mednarodna fakulteta je povečala izpostavljenost Danske velikim idejam in filozofijam tistega časa. Univerza je nasprotovala rasti protestantskega gibanja, vendar je bila na koncu zaprta. Do leta 1537 se je ponovno odprlo kot središče luteranskih študij.
Protestantska reformacija je bila težka za sv. Marijo. Državljani Københavna so se odločili slediti Luthru, vendar so rimskokatoliški uradniki poskušali ohraniti cerkev kot središče katoliškega odpora do sprememb v mestu. S kraljevim odlokom je bilo rimskokatoliškim in luteranskim duhovnikom zapovedano, da cerkev uporabljajo skupaj, kar je razjezilo večino prebivalstva Københavna. 27. decembra 1530 je na stotine državljanov vdrlo v sv. Marijo, uničilo vse kipe in razstavilo kor. Iz 17 bogato pozlačenih oltarjev so odstranili dragulje in zlato ter jih razbili, prav tako relikviarije, oblačila in oltarno opremo. Celo ime Sv. Marije je postalo Cerkev Naše Gospe (Vor Frue Kirke), pri čemer je ohranila zgodovinsko sklicevanje na Devico Marijo brez uporabe neluteranskega imena 'svetnik'.
Le leto pozneje je Cerkev Naše Gospe praznovala sprejem luteranskega bogoslužnega reda, ki mu je predsedoval Johannes Bugenhagen (1485–1558), sodelavec Martina Luthra. Leta 1539 so bili postavljeni prvi luteranski superintendenti, pozneje škofje, Danske. Leta 1568 je bil dekan cerkve Naše Gospe zadolžen za opredelitev sprejete prakse za luteranske cerkvene službe na Danskem pod vodstvom škofa Zelandije. Vse od takrat je dekan (in kasneje škof) cerkve Naše Gospe opravljal to vlogo v danski nacionalni cerkvi.
Udari strele so poškodovali cerkev v letih 1573 in 1585, nekateri oboki, stolp in streha pa so se porušili po nastalih požarih. Stolp je bil sčasoma porušen, a ponovno zgrajen do leta 1609. Imel je izjemno visok piramidasti osrednji zvonik s štirimi krajšimi vrhovi na vsakem vogalu.
Srednjeveško protokatedralo je oktobra 1728 popolnoma uničil štiridnevni požar, ki je uničil tretjino mesta. Vse številne kapele in osemdeset epitafov v spomin na nekatere najvidnejše danske plemiče in bogate župljane so izginile. Desetletje pozneje je bila cerkev rekonstruirana, v bistvu po istem načrtu kot srednjeveška cerkev, iz rdeče opeke s preprosto dolgo ladjo in zaobljenim korom, dodanim na koncu, ter okrašenimi vrati iz peščenjaka pod zvonikom. Notranjost je združevala gotiko in bogato okrašen baročni slog tistega časa. Vrsti visokih polokroglih oken prepuščajo naravno svetlobo, rebrasti oboki iz opeke pa se visoko obokajo iz dveh dolgih vrst štirikotnih stebrov, ki podpirajo streho. Vrsta stranskih kapel je obkrožala ladjo in kor, kar je dajalo videz cerkve s petimi ladjami, kar je navdušilo vse, ki so vstopili, vključno s kraljem Kristijanom VI., ki je nestrpno nadziral napredovanje stavbe. Friederich Ehbisch (1672–1748) je izrezljal veličastno novo oltarno sliko in prižnico v najboljši baročni tradiciji. Najbolje ohranjeni starodavni nagrobniki iz tal stare cerkve so bili zamenjani v tleh, vendar ne na istih lokacijah.
Po požaru leta 1728 se je novi stolp dvignil, višji od prejšnjega, ki se je zožil v visok zvonik po vzoru zvonika cerkve St. Martin-in-the-Fields v Londonu. Zvonovi iz nekdanje cerkve sv. Nikolaja (Sankt Nikolaj Kirke) so bili leta 1743 prestavljeni na nov zvonik ter ulit in dodan komplet štirih novih zvonov. Največji zvon Kraljev zvon je tehtal nekaj več kot 6000 kg. Sčasoma je stolp imel 42 zvonov. Takrat je bilo popularno plačevati dodatno zvonjenje po porokah in pogrebih, kar je bil vir pritožb študentov, ki so se trudili študirati. Manjši stolp v istem slogu je bil dodan strešni liniji nad korom.
Septembra 1807 je bila stolnica uničena med bombardiranjem Københavna s strani britanske kraljeve mornarice pod poveljstvom admirala Jamesa Gambierja med napoleonskimi vojnami. Britanci so zahtevali predajo dansko-norveške flote in mesta. Danci so jih zavrnili, a z večino vojske na meji Schleswig-Holstein je bilo mesto skoraj brez obrambe. Tri dni je flota obstreljevala mesto in obalne utrdbe. Strelci kraljeve mornarice so stolp cerkve uporabili za vadbo na strelišču in ga zažgali, kar je posledično požgalo cerkev do tal, skupaj z bližnjimi deli mesta. København se je predal in flota je bila predana Britancem.
Najboljši danski arhitekt Christian Frederik Hansen in mestni sodnik sta preoblikovala stolnico v neoklasicističnem slogu. Zaradi pomanjkanja sredstev so vključili elemente ohranjenega obzidja. Stari ohranjeni obok je bil razstreljen, da bi naredil prostor za cerkev, zgrajeno v novem slogu. Stebrasti portik in raven notranji strop ter preproste klasične linije se zelo razlikujejo od srednjeveške cerkve. Temeljni kamen je bil položen leta 1817 in delo je bilo dokončano do dneva šviga 1829. Bertel Thorvaldsen (1770–1844) je dobil naročilo, da okrasi notranjost s kipi Jezusa Kristusa in apostolov; Juda Iškarijota je zamenjal sv. Pavel. Tudi drugi umetniki so prispevali kipe in slike. Thorvaldsen je izrezljal in podaril modern krstilnik kot osebno darilo.
Stolp, ki temelji na starejšem srednjeveškem stolpu, je postal kontroverzna naknadna misel. Neoklasicistični slog ni vključeval stolpov, meščani pa so zahtevali in dobili stolp po vzoru starejšega srednjeveškega stolpa. Stolp je visok 60 metrov in vsebuje štiri zvonove. Stormklokken, ki ga je leta 1828 ulil Soren Hornhaver, je s 4 tonami najtežji zvon na Danskem. Tam visi tudi najstarejši zvon na Danskem, ki ga je leta 1490 ulil Olug Kegge. V cerkev Matere Božje so ga prenesli iz Antvorskovega samostana. Tretji zvon je leta 1699 ulil Friderich Holtzmann. Četrti je Ankerja Heegaarda leta 1876.
Cerkev Naše Gospe je bila imenovana za dansko nacionalno stolnico šele leta 1924. Njen sorazmerno nedavni status stolnice izhaja iz razdelitve Zelandije (Sjaelland) na dve luteranski škofiji leta 1922.
Večja prenova, ki jo je organiziral profesor Vilhelm Wohlert (1920–2007) v letih 1977–79, je odstranila različne dodatke, ki so v notranjosti cerkve nastali skozi leta. Marcussen & Søn sta leta 1995 zgradila nove velike osrednje orgle, ki so jim leta 2002 dodali korne orgle. Kripta je bila spremenjena v muzej, ki vsebuje modele različnih ponovitev zgradbe.

## Arhitektura
Stavba meri 83 m v dolžino in 33 m v širino. Notranjost ladje je dolga 60 m, od tal do stropa pa dobrih 25 m. Ker so odprte vse galerije, lahko cerkev sprejme več kot 1100 ljudi. Stolp je visok 60 m in v njem so štirje cerkveni zvonovi. Stormklokken tehta 4 tone in je največji zvon na Danskem. Najmanjši zvon v stolpu se med drugim uporablja pri jutranji službi. Je najstarejši zvon v državi, iz leta 1490, vzet iz nekdanjega Antvorskovega samostana v Slagelseju.
Pediment je okrašen z bronastimi slikami Jezusa Kristusa in apostolov. Notranjost je prav tako okrašena z dvanajstimi apostoli (po eden pred vsakim stebrom osrednje ladje), vstali Kristus, ki kaže rane na svojem telesu (v niši nad oltarjem) in pred oltarjem krstilnik v obliki angela, ki drži veliko školjko pokrovače, vse v italijanskem carrarskem marmorju. Vse te skulpture je v Rimu dokončal slavni danski kipar Bertel Thorvaldsen. V ladjah je na ogled bronasti doprsni kip Bertela Thorvaldsena, ki ga je oblikoval Herman Wilhelm Bissen (1798–1868), skupaj s številnimi portreti škofov in dekanov.

## Kraljevski dogodki v cerkvi
- 1363 – Poroka Margarete I. Danske in norveškega kralja Håkona VI.
- 28. oktober 1449 – Kronanje in poroka danskega kralja Kristijana I. in kraljice Doroteje Brandenburške.
- 1536? – Kronanje danskega kralja Kristijana III.
- 1559 – Kronanje danskega kralja Friderika II.
- 17. avgust 1596 – kronanje danskega kralja Kristijana IV.
- 1648 – Kronanje danskega kralja Friderika III.
- 14. maj 2004 – Poroka Friderika, danskega prestolonaslednika, in Mary Elizabeth Donaldson

## Storitve oddajanja
Vsako jutro (razen ob nedeljah), med 8.05 in 8.25 po lokalnem času, danski javni radio (DR) v živo prenaša bogoslužje iz stolnice, katerega posnetke je mogoče poslušati tudi prek interneta.

## Galerija
- Thorvaldsenov krstilnik
- Strop
- Oltar
- Orgle
- Notranjost
- Prižnica
- Mojzes, delo Hermana Wilhelma Bissena

## Zunanje povzave
- Uradna spletna stran (dansko)
- Vor Frue Kirke Nasjonalmuseet (dansko)
- Copenhagen's Cathedral Discover Denmark & Copenhagen
- Source